# Berliet K1
Der Berliet K1 war ein nur als Chassis erhältliches PKW-Modell der Fahrzeugherstellers Berliet in Lyon aus dem Jahre 1910, welches wegen seiner steuerlichen Einordnung auch als Berliet 36 CV bezeichnet wurde.

## Geschichte und Technik
Das Fahrzeug erhielt seine allgemeine Betriebserlaubnis  durch den örtlich und sachlich zuständigen Inspecteur des Mines im April 1910. Wie lange es gebaut wurde, ist den Akten nicht zu entnehmen. Für Fahrzeuge dieses Typs wurden die Chassisnummern 1660 – 1748 reserviert, sollten diese alle lückenlos vergeben worden sein, wären 89 Fahrzeuge dieses Typs gebaut worden.
Der Vierzylindermotor hatte eine Bohrung von 120 und einen Hub von 140 mm, also einen Hubraum von 6333 cm³. Steuerlich war das Auto mit 36 CV fiscaux eingestuft, die bei 940/min. abgegebene effektive Leistung ist den Akten nicht zu entnehmen.
Das Getriebe hatte vier Vorwärtsgänge und einen Rückwärtsgang. Der Antrieb erfolgte (im Gegensatz zum sonst sehr ähnlichen Berliet F3) nicht über Kardan, sondern über eine Kette auf die Hinterachse. Das Fahrzeug hatte Rechtslenkung.